# Idaea eriopodata
Idaea eriopodata är en fjärilsart som beskrevs av Graslin 1863. Idaea eriopodata ingår i släktet Idaea och familjen mätare. Inga underarter finns listade i Catalogue of Life.